# Бикнел (Индијана)
Бикнел (енгл. Bicknell) град је у америчкој савезној држави Индијана.

## Демографија
По попису из 2010. године број становника је 2.915, што је 463 (-13,7%) становника мање него 2000. године.
| Група             | 2000.         | 2010.         |
| Белци             | 3.305 (97,8%) | 2.818 (96,7%) |
| Афроамериканци    | 15 (0,4%)     | 16 (0,5%)     |
| Азијати           | 5 (0,1%)      | 5 (0,2%)      |
| Хиспаноамериканци | 20 (0,6%)     | 54 (1,9%)     |
| Укупно            | 3.378         | 2.915         |